# Gage (Nouveau-Mexique)
Gage est une ancienne ville de l'ouest du comté de Luna, au Nouveau-Mexique, aux États-Unis. Il se trouve sur l'Interstate 10/US Route 70 à une trentaine de kilomètres à l'ouest de Deming. En 1930, la population était de 102 habitants. Pendant un certain temps, elle a survécu comme une ville fantôme, mais les ruines ont maintenant été rasées. Un arrêt pour camions est tout ce qui reste. 